# Óészaki irodalom
Az észak-európai germán nyelvű népek középkori irodalma. Az óészaki irodalom időszaka a vikingek korával kezdődött és a 13. században volt a fénykora. A műveket óészaki nyelven írták, amely a mai svéd, dán, norvég és izlandi nyelvek közös elődje.
Az óészaki irodalom legnagyobb alkotásai különös módon Észak-Európa legtávolabbi, legelzártabb területén, Izland szigetén születtek. Az izlandi sagák (szága) a középkori európai szépirodalom kimagasló teljesítményei, amelyek ellentétben a kor általános európai irodalmi műfajaival (például szentek legendái és  lovagi költészet) a mai olvasó számára is szinte modern esztétikai élményt nyújtanak, különös, gyakran pszichológiai mélységű, naturalista stílusukkal.
Az óészaki irodalom kora a 14. század elején, a mai svéd, dán és norvég nyelvek kialakulásával fejeződött be. Az izlandi nyelv ugyanakkor igen hasonló maradt a középkori óészaki nyelvhez, így az izlandiak ma is eredetiben olvashatják a középkori műveket.

## Az óészaki irodalom fő műfajai

### Hősi énekek
A germán mitológiát és hősmondákat, valamint a viking uralkodók tetteit tartalmazó elbeszélő költemények.
A költeményeket énekelve adták elő, a dalnokok adták tovább apáról fiúra, és csak a 12–13. században századtól jegyezték le őket.

### Sagák
A saga prózai formában írt balladai stílusú elbeszélés egy-egy régebbi korban élt hős vagy egy kortárs személy valamely nevezetes tettéről.

### Tudományos művek
Prózai írásművek az irodalom és vallás köréből. A legismertebb szerző a 13. században élt izlandi Snorri Sturluson volt.

## Az óészaki irodalom legismertebb alkotásai
- Edda-énekek – hősi énekek világhírű gyűjteménye
- Néhány saga:
  - Egill története
  - Gísla története
  - Njál története
  - Snorri Sturluson: Heimskringla
  - Bandamanna saga
  - Vörös Erik sagája (Amerika első felfedezésének története)
  - Feröeriek sagája
- Prózai Edda (Snorri Sturluson műve; verstani és nyelvtani értekezés)